# Столярчук Богдан Йосипович
Богдан Йосипович Столярчук (нар. 25 серпня 1947 року, с. Дмитрівка, Гощанський район, Рівненська область) — український мистецтвознавець, професор кафедри музичного фольклору інституту мистецтв Рівненського державного гуманітарного університету. Почесний член Всеукраїнської спілки краєзнавців, відповідальний секретар обласної асоціації композиторів, перший заступник голови Національної Всеукраїнської музичної спілки, голова Рівненської міської краєзнавчої організації, член Наукового товариства імені Шевченка.

## Життєпис
Закінчив Рівненське музичне училище, Київський інститут культури, Одеську державну консерваторію ім. А. В. Нежданової. Свою творчу кар'єру розпочав як артист оркестру Рівненського музично-драматичного театру та обласної філармонії, працював викладачем по класу контрабаса і бас-гітари у Рівненській дитячій музичній школі № 1 ім. М. В. Лисенка. Керівник інструментального ансамблю традиційної народної музики «Хутірські музики». 
Автор ряду книг та збірок нарисів, віршів, довідників, посібників. Член ряду творчих спілок України: Національної всеукраїнської музичної спілки, Національної спілки журналістів, Всеукраїнської спілки краєзнавців, Національної спілки художників, Національної спілки театральних діячів, Всеукраїнської творчої спілки «Літературний форум».

## Основні праці
- Композитори Рівненщини: Бібліогр. довід. / Вступ. сл. І. Пащука. — Рівне, 1995. — 64 с. — Співавт.: М. Корейчук.
- Фольклористи Рівненщини: Біобібліогр. довід. / Передм. І. Пащука. — Вид. 2-е, переробл. й доповн. — Рівне, 1995. — 76 с.
- Митці Рівненщини: Енциклопед. довід. / Ред.: Г. Дем'янчук, М.Підлипний; Консульт.: І. Пащук. — Рівне: Ліста, 1997. — 366 с. Подається понад 1400 персоналій митців Рівненщини, які працювали в різних галузях мистецтва.
- Столярчук Б. Контрабасисти України : енциклоп. довід. / Б. Столярчук. — вид. 2-е, перероб. й доп. — Рівне : Принт Хауз, 2007. — 208 с.
- Столярчук Б. Герман Жуковський: композитор, піаніст, диригент, педагог. — Рівне : видавець Олег Зень, 2008. — 192 с.
- Столярчук Б. Відлуння поетичних голосів : рецензії. — Рівне-Люблін, 2009. — 68 с.
- Столярчук Б. Й. Незабутні постаті хорового мистецтва Рівненщини : зб. нарисів / Б. Й. Столярчук. – Вид. 2-ге, доповн. й переробл. – Рівне : О. Зень, 2011. – 386 с.

## Нагороди та відзнаки
Лауреат премій; регіональної краєзнавчої «За відродження Волині», літературно-мистецьких — ім. Бориса Тена (Рівне) і Авеніра Коломийця (Дубно), літературної імені Світочів, вузівської — ім. Мелетія Смотрицького (за науково-методичну роботу), мистецької — ім. Германа Жуковського, просвітянської — ім. Григорія Чубая. За значний особистий внесок у державне будівництво, соціально-економічний, науково-технічний, культурно-освітній розвиток України, вагомі трудові здобутки та високий професіоналізм Президент України своїм Указом від 28 червня 2017 року присвоїв йому звання "Заслужений діяч мистецтв України"